# Антиалкогольные кампании в СССР
За время существования СССР на его территории проводился ряд антиалкогольных кампаний, включавших в себя правительственные меры по снижению потребления алкоголя среди населения.

## Кампания 1918—1928 годов
В Советском Союзе попытки борьбы с пьянством предпринимались не единожды. Первая антиалкогольная кампания была получена большевиками в «наследство» от царского правительства. Кроме того, сразу после прихода к власти Петроградский реввоенсовет издал приказ от 8 ноября 1917 года, который гласил: «впредь до особого распоряжения воспрещается производство алкоголя и всяких „алкогольных напитков“».
Тем не менее 26 августа 1925 года ЦИК СССР и СНК СССР издали постановление о возобновлении производства и торговли спиртными напитками в СССР.
2 августа 1928 года вступило в силу постановление Ленсовета о запрещении в дни отдыха и в «революционные праздники» продавать спиртные напитки навынос. Причем, как указывалось, прекращалась торговля не только хлебным и виноградными винами, но даже пивом. Виновные подлежали административным наказаниям — штрафу до 100 рублей или принудительным работам на один месяц. Согласно последовавшему затем постановлению президиума Ленсовета, в городе было закрыто 27 пивных — почти 10 % от существующих. Дни отдыха 5 и 6 августа 1928 года стали первыми праздничными днями без продажи навынос водки и пива.
Н. А. Семашко объяснял возобновление производства и продажу водки как медицинскими, так и политическими причинами. Производство водки, регулируемое государством, дает возможность избежать в ней вредных примесей, в частности сивушных масел, в отличие от самогона. Кроме того, регулируемые государственные производство и продажа водки должны были вытеснить нерегулируемые производство и продажу самогона, находившиеся в руках кулаков.

## Кампания 1929 года
Инициированные советским правительством и местными властями в 1929 году «требования трудящихся» прекратить алкоголизм привели к массовым закрытиям пивных лавок и прочих злачных мест; их переоборудовали в трезвеннические столовые и чайные. Было организовано издание журнала «Трезвость и культура», который бичевал пьянство и пропагандировал здоровый образ жизни.
Резкое снижение потребления пива привело к сокращению его производства и закрытию в это время ряда крупных пивоваренных заводов в Москве, Ленинграде и других городах СССР.

## Кампания 1958 года
В 1958 году было принято Постановление ЦК КПСС и Совета Министров СССР «Об усилении борьбы с пьянством и о наведении порядка в торговле крепкими спиртными напитками». Запрещалась продажа водки во всех предприятиях торговли общественного питания (кроме ресторанов), расположенных на вокзалах, в аэропортах, на привокзальных и пристанционных площадях. Не допускалась продажа водки в непосредственной близости от промышленных предприятий, учебных заведений, детских учреждений, больниц, санаториев, в местах массовых гуляний и отдыха. Была резко усилена борьба с самогоноварением.
Винно-водочная промышленность взяла курс на производство массовых ординарных вин. Вместо водки народу стали предлагать низкосортные плодово-ягодные «чернила».
Это был сильный удар по бюджету, поэтому уже через полгода решение отменили.

### В культуре
В советской культуре тех лет тема борьбы с пьянством сводилась фактически к одному шаблону: положительные герои не пьют совсем, в то время как отрицательные представляются алкоголиками, из-за чего терпят неудачи, попадают в комичные ситуации.
Первые культовые фильмы Леонида Гайдая «Пёс Барбос и необычный кросс» и «Самогонщики» навеяны мотивами антиалкогольной кампании 1958 года.

## Кампания 1972 года
Следующая антиалкогольная кампания началась в 1972 году. 16 мая было опубликовано Постановление № 361 «О мерах по усилению борьбы против пьянства и алкоголизма». Предполагалось сократить производство крепких алкогольных напитков, но взамен расширить производство виноградного вина, пива и безалкогольных напитков. Также были повышены цены на спиртное; прекращено производство водки крепостью 50 и 56°; время торговли алкогольными напитками крепостью 30° и выше было ограничено промежутком с 11 до 19 часов; были созданы лечебно-трудовые профилактории (ЛТП), куда людей отправляли принудительно; из фильмов[каких?] вырезали сцены с употреблением спиртных напитков. Лозунг кампании: «Пьянству — бой!»

### В культуре
Антиалкогольная кампания нашла отражение в советской культуре. Причём, в отличие от прошлых кампаний, когда безнадёжными пьяницами показывались только отрицательные герои, лейтмотивом новой кампании стало становление героев-алкоголиков на путь исправления.
Ярким примером может служить снятый в 1975 году фильм «Афоня», где главный герой сантехник-алкоголик Афанасий Борщов в процессе действия картины под морализующим влиянием трезвенника штукатура Коли приходит к осознанию пагубности и пустоты своего образа жизни и стремится начать всё «с нуля». Киноальманах «„Сто грамм“ для храбрости…» 1976 года, состоящий из трёх эпизодов, показывает опасность алкоголя для трезвой жизни.
Тема борьбы с алкоголизмом — одна из центральных в мультсериале «Ну, погоди!», основные серии которого снимались в период кампании.
На тему антиалкогольной кампании Владимиром Высоцким были написаны ставшие популярными песни: «Милицейский протокол» (известная также как «Скажи, Серёга!»), «Ой, где был я вчера», «Скажи ещё спасибо, что живой!». Более того, в песне «Жертва телевидения», написанной в том же 1972 году, даже упоминается то самое постановление («Вот хорошо, что с указу не пью»).

## Кампания 1985—1990 годов
Антиалкогольная кампания периода 1985—1987 годов началась спустя два месяца после прихода к власти М. С. Горбачёва и получила название «горбачёвской». Она была организована в самом начале Перестройки (период так называемого «ускорения»), когда, невзирая на предыдущие этапы борьбы, потребление алкоголя в СССР неуклонно росло.
К концу 1970-х годов потребление спиртных напитков в СССР достигло рекордного уровня в истории страны. Потребление алкоголя, которое не превышало 5 литров на человека в год ни в Российской империи, ни в эпоху Сталина, достигло к 1984 году отметки в 10,5 л зарегистрированного алкоголя, а с учётом подпольного самогоноварения могло превышать 14 л. По оценкам, такой уровень потребления был эквивалентен примерно 90—110 бутылкам водки в год на каждого взрослого мужчину, исключая небольшое количество трезвенников (собственно водка составляла около ⅓ этого объёма. Остальной алкоголь употреблялся в форме самогона, вин и пива). Впрочем, если в СССР на душу населения приходилось 11 литров крепких напитков, 19 литров вина и 23 литра пива, то во Франции 6 литров крепких напитков, 90 литров вина и 44 литра пива.
В мае 1982 года Ю. В. Андропов направил Л. И. Брежневу записку о необходимости «усиления борьбы с пьянством». Была создана комиссия во главе с председателем Комиссии партийного контроля ЦК КПСС А. Я. Пельше, которая к осени того же года подготовила предложения: а) увеличить производство пива и вин, б) расширить сеть кафе и пивных.
В результате с 1980 по 1984 год продажа крепких напитков прекратила расти и стала сокращаться (с 303 млн декалитров (дал) до 296 млн), а продажа вин и пива продолжала увеличиваться (соответственно с 500 млн до 508 млн и с 621 до 662).
Инициаторами кампании выступили члены Политбюро ЦК КПСС М. С. Соломенцев и Е. К. Лигачёв, которые вслед за Ю. В. Андроповым полагали, что одной из причин стагнации советской экономики является общий упадок морально-нравственных ценностей «строителей коммунизма» и халатное отношение к труду, в которых был повинен массовый алкоголизм.
7 мая 1985 года были приняты Постановление ЦК КПСС («О мерах по преодолению пьянства и алкоголизма») и Постановление Совета министров СССР № 410 («О мерах по преодолению пьянства и алкоголизма, искоренению самогоноварения»), которыми предписывалось всем партийным, административным и правоохранительным органам решительно и повсеместно усилить борьбу с пьянством и алкоголизмом, причём предусматривалось значительное сокращение производства алкогольных напитков, числа мест их продажи и времени продажи.
16 мая 1985 года вышел Указ Президиума Верховного Совета СССР «Об усилении борьбы с пьянством и алкоголизмом, искоренении самогоноварения», который подкреплял эту борьбу административными и уголовными наказаниями. Соответствующие Указы были приняты одновременно во всех союзных республиках. Сопровождалось лозунгом «Трезвость — норма жизни».
Произошло резкое сокращение производства алкогольных напитков: 1985 — 199 млн, 1986 — 121 млн, 1987 — 93 млн дал абсолютного алкоголя. За период 1980—1985 производство алкогольных напитков сократилось менее чем на 15 процентов, а в течение 1985—1988 годов — почти в два раза.
Если до этого был прекращён рост и началось сокращение производства крепких алкогольных напитков, которое сопровождалось расширением производства вина и пива, теперь произошло сокращение производства всех алкогольных напитков, даже пива.
Исполнение было беспрецедентным по масштабу. Государство впервые пошло на снижение доходов от алкоголя, которые были значимой статьёй государственного бюджета (около 30 %, по некоторым данным 15 %), и стало резко сокращать его производство.
После начала борьбы с пьянством в стране было закрыто большое количество магазинов, торговавших ликёро-водочной продукцией. Нередко на этом комплекс противоалкогольных мероприятий в ряде регионов заканчивался. Так, первый секретарь Московского горкома КПСС Виктор Гришин закрыл многие алкогольные магазины и отрапортовал ЦК о том, что работа по отрезвлению в Москве завершена. Несколько раз поднимались цены на водку: популярная водка, получившая в народе прозвище «Андроповка», которая стоила до начала кампании 4 р. 70 к., исчезла с прилавков, а с августа 1986 года самая дешёвая водка стоила 9 р. 10 к.
Магазины, продававшие спиртное, могли делать это лишь с 14:00 до 19:00.
Были приняты жёсткие меры против распития спиртного в парках и скверах, а также в поездах дальнего следования. Пойманные в пьяном виде имели серьёзные неприятности на работе. За употребление спиртного на рабочем месте — увольняли с работы и исключали из партии. Были запрещены банкеты, связанные с защитой диссертаций, стали пропагандироваться безалкогольные свадьбы. Появились так называемые «зоны трезвости», в которых спиртное не продавалось.
В выполнение этой задачи втягивались также в обязательном порядке профсоюзы, вся система образования и здравоохранения, все общественные организации и даже творческие союзы (союзы писателей, композиторов и так далее).
Кампания сопровождалась интенсивной пропагандой трезвости. Повсюду стали распространяться статьи академика АМН СССР Ф. Г. Углова о вреде и недопустимости потребления алкоголя ни при каких обстоятельствах и о том, что пьянство не свойственно русскому народу.
Цензурой удалялись и перефразировались тексты литературных произведений и песен, вырезались алкогольные сцены из театральных постановок и кинофильмов.
Жёсткие требования отказа от алкоголя стали предъявляться к членам партии. От членов партии требовалось также «добровольное» вступление в Общество трезвости.

### Влияние на виноградарство и виноделие
Кампания чрезвычайно негативно отразилась на винодельческой отрасли и её сырьевой базе — виноградарстве. В частности, были резко сокращены ассигнования на закладку виноградников и уход за насаждениями, увеличено налогообложение хозяйств. Главным директивным документом, определяющим пути дальнейшего развития виноградарства, стали утверждённые XXVII съездом КПСС Основные направления социального и экономического развития СССР на 1986—1990 годы и на период до 2000 года, в которых было записано: «Осуществить в союзных республиках кардинальную перестройку структуры виноградарства, ориентировав его в первую очередь на производство столовых сортов винограда».
Во многих публикациях, критикующих антиалкогольную кампанию, говорится, что в это время было вырублено много[уточнить] виноградников. Виноградники вырубались в России, на Украине, в Молдавии и других республиках СССР.
В Молдавии было уничтожено 80 тыс. гектаров виноградников из 210 тыс. Директор молдавского винзавода «Cricova» Валентин Бодюл, работавший в то время главным инженером, утверждал, что людей «по выходным заставляли выходить с топором и рубить виноград», а те, кто пытался защитить виноградники, получали 14—15 лет тюремного заключения.
С 1985 по 1990 год площади виноградников в России сократились с 200 до 168 тысяч га, восстановление раскорчёванных виноградников сократилось вдвое, а закладка новых не производилась вообще. Среднегодовой сбор винограда упал по сравнению с периодом 1981—1985 годов с 850 тысяч до 430 тысяч тонн.
Бывший секретарь ЦК Компартии Украины Яков Погребняк, курировавший контроль над выполнением постановления ЦК КПСС об усилении борьбы с пьянством и алкоголизмом по линии ЦК Коммунистической партии Украины, рассказывал:

Беда в том, что за время борьбы за трезвость Украина потеряла примерно пятую часть своего бюджета, в республике выкорчевали 60 тысяч гектаров виноградников, знаменитый винзавод «Массандра» от разгрома спасло только вмешательство Владимира Щербицкого и первого секретаря Крымского обкома партии Макаренко. Активными проводниками антиалкогольной кампании были секретари ЦК КПСС Егор Лигачёв и Михаил Соломенцев, которые и настаивали на уничтожении виноградников. Во время отпуска в Крыму Егора Кузьмича повезли в «Массандру». Там за все 150 лет существования знаменитого завода хранятся образцы выпущенных вин — винотека. Подобные хранилища имеют все известные винзаводы мира. Но Лигачёв сказал: «Эту винотеку надо уничтожить, а „Массандру“ закрыть!» Владимир Щербицкий не выдержал и позвонил прямо Горбачёву, дескать, это уже перегиб, а не борьба с пьянством. Михаил Сергеевич сказал: «Ну ладно, сохраните».

Первый секретарь Крымского обкома КПУ Виктор Макаренко подтверждает слова Погребняка. По его словам, «Лигачёв требовал уничтожить виноградники как первооснову производства алкогольной продукции. Он настаивал даже на ликвидации знаменитой винотеки „Массандры“. Только личное вмешательство Щербицкого спасло её».
Сам же Лигачёв в своём интервью 2010 года выступил с опровержением вырубки виноградников по указаниям «сверху», заявил, что сама кампания и он в связи с ней были оболганы, в том числе, что «Лигачёв, отдыхая в Крыму, приехал в Массандру и лично закрыл винзавод. Один из руководителей от горя скончался. Хочу заявить: Лигачёв никогда в Массандре не был».
По некоторым данным, было уничтожено 30 % виноградников, по сравнению с 22 % во время Великой Отечественной войны. Согласно материалам XXVIII съезда Компартии Украины, на восстановление потерь уничтоженных 265 тыс. виноградников необходимо было 2 млрд рублей и 5 лет. В диссертации по управлению винодельческой промышленностью утверждается, что виноградарство в России трижды находилось под угрозой исчезновения и один из этих периодов — «1985—1990 гг. — „борьба“ с пьянством и алкоголизмом».
Однако инициатор кампании Егор Лигачёв утверждает, что в 1985 году (в начале кампании) площади виноградников составляли 1 млн 260 тысяч гектаров, в 1988 году (после её завершения) — 1 млн 210 тысяч гектаров, соответственно сбор винограда — 5,8 и 5,9 млн тонн.
Михаил Соломенцев в интервью 2003 года на вопрос «Почему же на юге России, в Крыму и в Молдавии были вырублены многие виноградники?» отвечал: «У нас произрастало 92 % винограда технических сортов и лишь 2 % — столовых. Было рекомендовано поднять производство столовых сортов винограда. А очистка-вырубка лозы идёт постоянно. Если до постановления вырубалось 75 тысяч гектаров виноградников, то после — 73 тыс.»
Михаил Горбачёв утверждает, что не настаивал на уничтожении виноградников: «То, что лозу повырубали, это были шаги против меня». В интервью 1991 года утверждал: «Закоренелого трезвенника из меня в период антиалкогольной кампании пытались сделать».
Самая большая потеря заключалась в том, что были уничтожены уникальные коллекционные сорта винограда. Например, был полностью уничтожен сорт винограда «эким-кара», компонент знаменитого в советские годы вина «Чёрный доктор». Особо жёстким гонениям подвергалась селекционная работа. В результате травли и ряда безуспешных попыток убедить Михаила Горбачёва отменить уничтожение виноградников покончил с собой один из ведущих учёных-селекционеров, директор Всесоюзного научно-исследовательского института виноделия и виноградарства «Магарач» доктор биологических наук профессор Павел Голодрига.
Резко осложнились отношения со странами СЭВ — Венгрией, Румынией, Болгарией, большая часть вина в которых производилась для экспорта в СССР. Внешторг отказался закупать вино в этих странах, предложив компенсировать упущенную выгоду другими товарами.

### Результаты
Официально зарегистрированные среднедушевые продажи спиртного в стране за годы антиалкогольной кампании снизились более чем в 2,5 раза. В 1985—1987 годах уменьшение государственной продажи алкоголя сопровождалось ростом продолжительности жизни, ростом рождаемости, сокращением смертности. За время действия антиалкогольного постановления рождалось в год по 5,5 миллиона новорождённых, на 500 тысяч в год больше, чем каждый год за предыдущие 20—30 лет, причём ослабленных родилось на 8 % меньше. Ожидаемая продолжительность жизни мужчин увеличилась на 2,6 года и достигла максимального значения за всю историю России, снизился общий уровень преступности. Сокращение смертности по сравнению с прогнозируемой линией регрессии без учёта кампании составляет 919,9 тысяч у мужчин (1985—1992 годы) и 463,6 тысячи у женщин (1986—1992 годы) — всего 1383,4 тысячи человек, или 181±16,5 тысяч в год.
Рост потребления «нелегального» алкоголя не компенсировал падения потребления алкоголя «легального», в результате чего реальное сокращение общего потребления алкоголя всё-таки наблюдалось, что и объясняет те благотворные последствия (снижение смертности и преступности, рост рождаемости и ожидаемой продолжительности жизни), которые наблюдались в ходе проведения антиалкогольной кампании.
Направленная на «моральное оздоровление» советского общества, антиалкогольная кампания в реальности достигла совершенно иных результатов. В массовом сознании она воспринималась как абсурдная инициатива властей, направленная против «простого народа». Для лиц, широко вовлечённых в теневую экономику, и партийно-хозяйственной элиты (где застолье со спиртным было номенклатурной традицией) алкоголь по-прежнему был доступен, а «доставать» его были вынуждены рядовые потребители.
Уменьшение продаж алкоголя нанесло серьёзный ущерб советской бюджетной системе, поскольку ежегодный розничный товарооборот в среднем сократился на 16 млрд рублей. Урон для бюджета оказался неожиданно велик: вместо прежних 60 млрд рублей дохода пищевая промышленность принесла 38 млрд в 1986 году и 35 млрд в 1987. До 1985 года спиртное давало около 25 % поступлений в бюджет от розничной торговли, за счёт высоких цен на него удавалось дотировать цены на хлеб, молоко, сахар и др. продукты.
В 1984 году алкогольных напитков было продано на 54 млрд руб. В 1985 году они должны были дать 60 млрд, но было получено только 46, то есть на 14 млрд меньше. В результате бюджет, который мог быть бездефицитным, был сведён с дефицитом в 14 млрд руб. Подобный дефицитный характер он затем сохранял вплоть до 1991 года.
Одновременно она мощно стимулировала рост теневой экономики. Резко выросло самогоноварение: продажа сахара выросла с 7850 тысяч тонн в 1985 г. до 9280 тысяч тонн в 1987 году (на 18 %), считается, что на самогоноварение ушло 1,4 млн тонн, что дало 140—150 млн декалитров самогона; за самоговарение было привлечено в 1985 г. 30 тысяч человек, в 1986 г. — 150 тысяч, в 1987 г. — 397 тысяч.
Продажи клея БФ выросли с 760 тонн в 1985 до 1000 тонн в 1987 г.; жидкости для очистки стёкол — с 6,5 тыс. тонн до 7,4 тыс. тонн; дихлофоса — с 115 до 135 млн баллонов. В 1987 г. произошло более 44 тысяч отравлений на алкогольной почве (погибло 11 тысяч человек), число зарегистрированных Минздравом наркоманов выросло с 9 до 20 тысяч.
Чебриков сообщал 27 октября 1986 года: 
У нас есть данные о том, что зубную пасту покупают оптом, а потом паста намазывается на хлеб, смывается, поскольку хлеб всасывает находящийся в пасте спирт, и таким образом алкоголик удовлетворяет свою потребность в спиртном. Вот до чего дошли.
В. Ф. Грушко (бывший первый зам. Председателя КГБ СССР) в своих воспоминаниях «Судьба разведчика» следующим образом комментировал итоги антиалкогольного похода: 
мы получили целый букет проблем: астрономический скачок теневых доходов и накопление первоначального частного капитала, бурный рост коррупции, исчезновение из продажи сахара в целях самогоноварения… Короче, результаты оказались прямо противоположными ожидаемым, а казна недосчиталась огромных бюджетных сумм, возместить которые оказалось нечем.
Экс-советник М. С. Горбачёва Г. Х. Шахназаров писал, «антиалкогольная кампания обошлась стране в 100 миллиардов рублей».
Как писал А. Черняев
Опять потребовали отставки президента, привлечения к уголовной ответственности персонально за антиалкогольную кампанию (200 млрд. рублей потеряли). Это заявил Павлов, а возражали только два человека - Гарбузов и Воронин, отнюдь не Рыжков, и не М. С.
Сподвижник Горбачёва А. Н. Яковлев заявил в 2000 году, что в ходе антиалкогольной кампании пить стали больше.
Массовое недовольство кампанией и начавшийся в 1987 году в СССР экономический кризис вынудили советское руководство свернуть борьбу с производством и потреблением алкоголя. Хотя указы, ограничивавшие продажу и потребление алкоголя, не были отменены (например, формальный запрет на продажу алкоголя до 14 часов был отменён только 24 июля 1990 года постановлением Совмина СССР № 724), активная пропаганда трезвенности была прекращена, а продажи алкоголя пошли вверх. По оценкам, среднее потребление спиртного на душу населения заметно превысило исходный уровень к 1994 году, что привело в результате к совершенно катастрофическому росту смертности в России.
В 2005 году, по случаю 20-летия антиалкогольной кампании, Горбачёв в одном из интервью заметил: «Из-за допущенных ошибок хорошее большое дело закончилось бесславно».
Согласно проведённому в том же году опросу, 58 % россиян в целом положительно оценивают антиалкогольную кампанию. Однако только 15 % считают, что она принесла положительные плоды.

### В культуре
Последняя советская антиалкогольная кампания отразилась и в культуре. Так, Андрей Макаревич для кинофильма «Начни сначала» был вынужден заменить слова «Разговор в поезде» (1987):

Вагонные споры — последнее дело,

Когда больше нечего пить.

Но поезд идёт, бутыль опустела,

И тянет поговорить.

Тем не менее Андрею Макаревичу в связи с кампанией пришлось написать другой вариант:

Вагонные споры — последнее дело,

И каши из них не сварить.

Но поезд идёт, в окошке стемнело,

И тянет поговорить.

Скандально известная группа «Сектор Газа» в песне «Самогонщики» отразила быт советских, нелегальных изготовителей спиртного в эпоху сухого закона:
Пусть нету сахарина, нет конфет, и нет дрожжей,
Мы из свеклы прогоним — закваска есть уже.
А в очередь за водкой мы не встанем никогда —
Бросать на ветер деньги, да фиг ты угадал!
Рок-группа «Зоопарк», в свою очередь, создала и записала сатиричную песню «Трезвость — норма жизни», в которой в циничной форме высмеяла пропагандистские клише той поры (безалкогольные бары, свадьбы и тому подобное).
Также советской антиалкогольной кампании и её последствиям посвящена песня ленинградской группы «Ситуация» «Сухой закон».
Скрытый намёк на антиалкогольную кампанию и типичные последствия оной (употребление алкогольных суррогатов, самогоноварение и его нелегальная продажа) присутствует в песне «Огуречный лосьон» группы «Автоматические удовлетворители».
В монологе, который читал Алексей Петренко в программе «Вокруг смеха» (монолог вёлся от лица его персонажа из фильма «Давыдов и Голиаф»), присутствует отсылка к Указу о борьбе с пьянством и алкоголизмом: «Что? Указ? Какой указ? Читал, внучечка, читал. Хороший указ, ух, хороший!»
В одном из выпусков телепередачи «Телевизионные знакомства» (1986) артист Владимир Винокур рассказывал, что на одном из концертов, в Кисловодске, он получил записку: «Правда ли, что в связи с последними постановлениями вы сменили свою фамилию Винокур на Сокодав?»
Один из антиалкогольных плакатов послужил названием для белорусской пост-панк группы «Петля Пристрастия».